# Gauses princip
Gauses princip eller den kompetitiva exkluderingsprincipen innebär att arter med liknande ekologiska nischer inte kan samexistera i en stabil miljö. Mannen bakom Gauses princip var den ryske biologen Georgij Gause.
Om två djurarter har väldigt likartade levnadssätt blir konkurrensen om resurser mycket intensiv. I och med att olika arter har olika fysiologi kommer kampen alltid att gynna den ena arten. Detta leder till att storleken av de olika populationerna förändras utifrån kampen om resurser, och att den en arten ofta helt trängs undan. 
Ett exempel är när brunråttan i Sverige trängde undan svartråttan, som nu anses vara så gott som utdöd. 

## Experiment
År 1932 publicerade Georgij Gause en artikel om två sorters jästs (Saccharomyces cerevisiae och Schizosaccharomyces kefir) konkurrens för överlevnad i en begränsad miljö. Två olika tester gjordes med både de olika jästtyperna för sig och blandade med varandra. När de båda fick växa för sig själva var tillväxten mångfaldig, på cirka 50 timmar växte Cerevisiae ungefär tio gånger och kefir cirka fem. Resultatet när de fick konkurrera var att trots att de båda började med ungefär samma volym så slutade Saccharomyces Cerevisiae med en ungefär 10 gånger större volym än kefir.

## Matematisk förutsägelse
Den kompetitiva exkluderingsprincipen kan förutsägas matematiskt med metoder såsom Lotka–Volterras ekvation om kompetitiv interaktion mellan olika arter. Dock finns det flera exempel som går emot denna ekvation, till exempel Plankton-paradoxen. Plankton livnär sig på solljus och diverse vattenlösliga mineraler. Medan de exakta behoven varierar från art till art så överlappar de till stor del i helhet. Detta borde enligt den kompetitiva exkluderingsprincipen betyda att endast en art borde vinna den kompetitiva kampen mellan de olika arterna och därmed ha en betydligt större population, men så är inte fallet, då flertalet plankton-arter samexisterar i begränsade vatten.

## Systematisk kontext
Ett organismsamhälle är en kombination av arter som beror på ekologiska och evolutionära processer. I ett platsbundet organismsamhälle sorteras de möjliga arterna först av miljömässiga faktorer som tillgängliga resurser och luftfuktighet, och sedan deras möjligheter att samexistera med andra arter som finns i området. 
Darwin publicerade 1859 sin bok The Origin of Species, i ett försök att förstå hur två arter eller ett helt samhälle passar ihop föreslog han att under homogena miljömässiga förhållanden så är konkurrensen större mellan nära relaterade arter än arter med mindre gemensamt. 
Med hjälp av fältstudier och matematiska modeller har ekologer sett ett samband mellan funktionella egenskaper mellan arter och dess effekt på deras samexistens. Flera studier har gjorts på detta ämne och olika hypoteser som kompetitiv-relaterad hypotesen och systematiskt begränsande likhets hypotesen beskriver hur interspecifik konkurrens är hög mellan arter som har liknande funktionella egenskaper, och konkurrerar om samma resurser och habitat.